# Castello di Castellina
Il castello di Castellina, noto in epoca medievale come Castel vecchio o castello di Santa Maria, era un maniero medievale, che sorgeva a Castellina, frazione di Soragna, in provincia di Parma.

## Storia
L'originaria fortificazione difensiva, detta di Soragna ma situata in quella che sarebbe stata in seguito nota come Castellina, nella seconda metà del X secolo per volere di Oberto I; la più antica testimonianza della sua esistenza risale al 24 settembre 996, quando il Castro Soraneae fu citato in un atto notarile.
Alla morte di Oberto I, le terre di Castellina passarono ai due figli Adalberto I e Oberto II; dal nipote del primo, Adalberto II, il maniero passò a suo figlio Oberto IV, il quale lo trasmise al figlio Oberto, detto Pelavicino. Questi nel 1145 cedette il castello in rovina al Comune di Piacenza, che gli assegnò i diritti sul feudo di Soragna, comprendente anche Santa Maria di Soragna, e gli concesse la possibilità di ricostruire il maniero.
Nel 1198 il marchesato di Soragna fu diviso in due parti, probabilmente per motivi ereditari: la porzione alla sinistra del torrente Stirone, col Castrum Novum di Soragna, fu assegnata a Guido Lupi, capostipite della casata, mentre quella alla destra del corso d'acqua, col Castrum Vetus de Soranea, rimase ai Pallavicino.
Nel 1224 l'imperatore del Sacro Romano Impero Federico II di Svevia confermò a Oberto II Pallavicino l'investitura sul maniero e sui suoi numerosi castelli del Parmense; il marchese ne ottenne conferma anche nel 1254 da parte del re dei Romani Corrado IV di Svevia; alla sua morte nel 1269, la proprietà passò al figlio Manfredino.
Nel 1297 il maniero risultava in rovina probabilmente a causa di un attacco subito; il Comune di Parma decretò quindi di non ricostruire più alcuna fortificazione a Santa Maria di Soragna.
Nel 1311, in seguito dalla rottura della tregua tra i da Correggio e il Comune di Parma da una parte e le famiglie Rossi e Pallavicino dall'altra, i Lupi ne approfittarono per occupare il castel Vecchio; tre anni dopo, la pace fu nuovamente raggiunta e Manfredino Pallavicino tornò in possesso del maniero, riedificato in breve tempo. Nel 1325 i parmigiani si schierarono dalla parte guelfa, appoggiando il papa Giovanni XXII; il marchese Manfredino non aderì e i suoi castelli di Santa Maria e Parola furono distrutti dai parmigiani, che convinsero il pontefice ad assegnare i feudi ai Lupi; l'anno seguente, tuttavia, l'imperatore Ludovico il Bavaro riconfermò le antiche investiture ai Pallavicino.
Nel 1360 l'imperatore Carlo IV di Lussemburgo confermò a Oberto III Pallavicino i diritti su numerosi feudi del Parmense, tra cui il Castrum Vetus de Sancta Maria de Soranea Marchionorum Pallavicinorum.
Nel 1377 il signore di Milano Bernabò Visconti impedì a Niccolo Pallavicino, figlio di Oberto, di procedere nei lavori di ricostruzione dei castelli di Santa Maria e Costamezzana; il suo successore Gian Galeazzo Visconti, al contrario, nel 1389 concesse al marchese la possibilità di riavviare i due cantieri. Inoltre, nel 1395 l'imperatore Venceslao di Lussemburgo confermò a Niccolò Pallavicino i diritti su Busseto, Borgo San Donnino, Solignano, Ravarano, Monte Palerio, Tabiano, Bargone, Serravalle, Pietramogolana, Parola, Castelvecchio di Soragna e Soragna.
Nel 1407 il maniero di Castellina, appartenente a Rolando il Magnifico, figlio di Niccolò, fu conquistato da Ottobuono de' Terzi, che costrinse il marchese a cedergli Borgo San Donnino in cambio della restituzione di Cortemaggiore. Nel 1411 il marchese di Ferrara Niccolò III d'Este, divenuto nuovo signore di Parma dopo l'uccisione di Ottobuono, conquistò alcuni castelli di Orlando Pallavicino, che raggiunse un accordo con l'Estense e gli offrì i propri servigi; in cambio Rolando riottenne il castello di Santa Maria.
Nel 1441 Niccolò Piccinino attaccò su più fronti lo Stato Pallavicino, costringendo il marchese Orlando alla fuga; le sue terre furono incamerate dal duca di Milano Filippo Maria Visconti, che nel 1442 le assegnò in gran parte al Piccinino. Nel 1457 Francesco Sforza investì Oberto Pallavicino, figlio di Rolando, dei manieri di Castellina, Tabiano e, per metà col fratello Gian Francesco, Solignano.
Nel 1543 il papa Paolo III fu ospitato nel castello durante il suo viaggio verso Busseto, ove incontrò l'imperatore Carlo V d'Asburgo.
Pochi anni dopo, durante la guerra di Parma del 1551 che oppose il duca Ottavio Farnese, appoggiato dal re di Francia Enrico II, e il papa Giulio III, alleato di Carlo V, le truppe pontificie assaltarono il maniero, distruggendolo parzialmente; in seguito Ferrante I Gonzaga occupò per conto dell'imperatore la rocca, ma alcuni mesi dopo le milizie farnesiane contrattaccarono ed espugnarono la fortificazione, danneggiandola ulteriormente.
Intorno al 1613 il marchese Gerolamo Galeazzo III Pallavicino, impegnato in una causa col congiunto Alessandro Pallavicino di Zibello per la successione nello Stato Pallavicino, per sostenere le ingenti spese di giudizio fu costretto a vendere il feudo di Castellina al marchese di Soragna Giampaolo IV Meli Lupi.
I Meli Lupi alienarono successivamente i diritti su Castellina al marchese Papiniano Giandemaria; il figlio Giacomo morì nel 1691 e il feudo fu assorbito dalla Camera Ducale di Parma. Nel 1707 le terre furono assegnate al conte Alessandro Ranuccio Ugolini, che avviò i lavori di costruzione della villa Castellina nei pressi delle antiche rovine.
Tra il 1752 e il 1756 la rocca fu demolita e i suoi materiali furono in parte riutilizzati per ristrutturare la vicina chiesa dell'Annunciazione di Maria Vergine.
Dopo il 1781 il duca Ferdinando di Borbone investì il conte Giuseppe Pompeo Sacco del feudo, che rimase alla famiglia fino all'abolizione dei diritti feudali sancita da Napoleone nell'ex ducato di Parma e Piacenza nel 1805.
Del castello si perse successivamente ogni traccia.